# Leucopodella gracilis
Leucopodella gracilis là một loài ruồi trong họ Ruồi giả ong (Syrphidae). Loài này được Williston mô tả khoa học đầu tiên năm 1891. Leucopodella gracilis phân bố ở vùng Tân Nhiệt đới